# Gero von Boehm

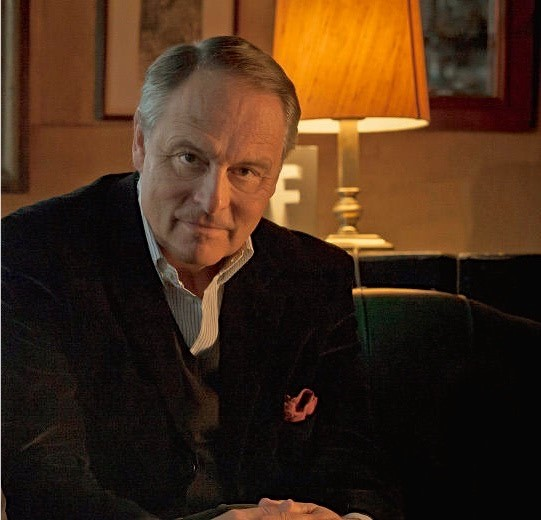
Regisseur, Autor und Journalist Gero von Boehm (2016)

Kurt-Gero Ferdinand Diether Siegfried von Boehm-Bezing (* 20. April 1954 in Hannover) ist ein deutscher Regisseur, Journalist und Fernsehproduzent.

## Biografie
Gero von Boehm wurde als Sohn des kaufmännischen Direktors Kurt von Boehm-Bezing und dessen Ehefrau Vera-Maria von Boehm-Bezing, geb. von Zepelin, einer Tochter des Generalleutnants Ferdinand von Zepelin, in Hannover geboren und wuchs in Heidelberg auf. Er studierte Rechts- und Sozialwissenschaften an der Universität Heidelberg und in New York. Bereits im Alter von 20 Jahren schrieb er Beiträge für die Wochenzeitung Die Zeit und für andere Publikationen. Später arbeitete er für den Hörfunk des WDR, des SWF und des Deutschlandfunks. Seinen ersten Dokumentarfilm für das Fernsehen drehte er 1975. Im Jahre 1978 gründete Boehm die Produktionsfirma interscience film gemeinsam mit seiner Ehefrau Christiane, die für Finanzen, Produktion und Verwaltung zuständig ist.
Neben seinen Fernsehproduktionen interviewte Boehm von 1980 bis 1990 bekannte Persönlichkeiten in der Reihe Wortwechsel beim Südwestrundfunk. Darunter waren der Historiker Golo Mann (1989) und Bankier Alfred Herrhausen (1989). Auf 3sat produzierte er von 2002 bis 2010 die Interview-Reihe Gero von Boehm begegnet … 2011 gründete er die Produktionsfirma LUPA Film zur Entwicklung und Produktion fiktionaler Stoffe für Fernsehen und Kino.
Gero von Boehm hat drei Kinder und lebt in Berlin und Frankreich.

## Filmografie
Mehr als 100 Dokumentarfilme für ARD, ZDF, ARTE, France 3, RAI, Sundance Channel (Auswahl):
- 1982: Henry Moore – Begegnung zwischen Licht und Stein
- 1982: Schöpfer Mensch – Auf den Spuren der Kreativität
- 1983: Armut in Amerika
- 1985: Tatort: Der Mord danach
- 1986: Porträt Arthur Miller
- 1986: Die Friedenskinder von Belfast
- 1987: Chimären
- 1987: Die Bernstorff-Chronik
- 1987: Das Haus am Ende des Tunnels
- 1988: Die Streetkids von New York
- 1988: Henri Matisse – Die Jahre in Nizza
- 1989: Quarantäne
- 1989: Porträt Golo Mann
- 1990: Der letzte Traum
- 1990: 2-teilige WDR-Reihe: Philosophie heute: Boulevard der Denker
- 1990: Porträt Marcel Reich-Ranicki
- 1992: Der achte Tag der Schöpfung
- 1992: Die Gendoktoren
- 1992: 4-teilige ZDF-Reihe: Im Gegenlicht – eine italienische Reise (mit Joachim Fest)
- 1992: 2-teilige WDR-Reihe: Philosophie heute: Avenue der Denker
- 1993: Schöpfer Mensch – Forscherstars greifen nach den Sternen
- 1993: Tanz mit dem Vulkan – Porträt Susan Sontag
- 1993: Blut-Verwandtschaften – Mafia, Morde und Milliarden
- 1993: Zeugen des Jahrhunderts: Jeanne Hersch
- 1994: 2-teilige ZDF-Reihe: Menschen, Triebe, Sensationen
- 1994: Der Tod in Hollywood
- 1994: Faust III – Auf dem Weg zum künstlichen Leben
- 1994/1995: Porträt Umberto Eco
- 1994/1995: Ein abenteuerliches Herz – Porträt zum 100. Geburtstag Ernst Jüngers
- 1995: Der Junge mit der roten Mütze – Pierre Matisse – ein Leben in Bildern
- 1995: ZDF-Dokumentarfilm-Trilogie: Der Killer-Faktor
- 1996: David Hockney – Augenlust
- 1996: Balthus – Geheimnisse eines Malers
- 1997: Kurt Masur – Das Porträt
- 1997: Zeugen des Jahrhunderts: Gregor von Rezzori
- 1997: 5-teiliger Beginn der ZDF-Zukunfts-Reihe Odyssee 3000 – Gero von Boehm berichtet
- 1998: Mandarin der Moderne – Der Architekt I.M. Pei
- 1998: 5-teilige Fortsetzung der ZDF-Zukunfts-Reihe Odyssee 3000 – Gero von Boehm berichtet
- 1999: „Glücklich bin ich nie...“ – Augenblicke im Leben des Karl Lagerfeld
- 1999: Geheimakte G. – Goethes wahre italienische Reise
- 1999: Sphinx: Casanova – Magier der Leidenschaften
- 1999: Bruder der Unberührbaren – Pierre Ceyrac, ein Leben in Indien
- 2000: Mord am Canal Grande: Donna Leon und Venedig
- 2000: Hamlet in Hollywood – Die Welten des Maximilian Schell
- 2000: Zarah Leander - Ich sag’ nicht ja, ich sag’ nicht nein
- 2001: Die Menschheitsformel – Auf der Suche nach dem letzten Geheimnis
- 2001: ZDF-Reihe: Die großen Clans – Glanz und Drama berühmter Familien

1. Kennedy & Agnelli
2. Rothschild & Spencer
3. Porsche, Bismarck & Benetton

- 2001: Das letzte Geheimnis von Pompei
- 2001: Der Mann, der durchs Feuer ging: Alberto Giacometti, ein Leben
- 2001: Isabella Rossellini – mein Leben
- 2001: Menschenfresser, Menschenfreund – Gero von Boehm trifft Georg Stefan Troller
- 2002: Albert Speer – mein Leben
- 2002: J-C de Castelbajac – mein Leben
- 2002: Stadt aus Glas – Paul Auster in New York
- 2002: Helmut Newton – mein Leben
- 2003: Diva der Macht – Wer war Jacqueline Kennedy Onassis?
- 2003: Harry Belafonte – mein Leben
- 2004: Audrey Hepburn – Ein Star auf der Suche
- 2004: ZDF/ARTE-Reihe: Paläste der Macht:

1. Der Vatikan – Palast der Ewigkeit
2. Der Kreml
3. Das Weiße Haus
4. Der Elysée-Palast
5. Der Buckingham Palast

- 2004: Armin Mueller-Stahl – Mein Leben
- 2004: Magier des Lichts – Der Architekt Richard Meier
- 2005: Blanca Li – mein Leben
- 2005: Bettina Rheims – mein Leben
- 2005: Georg Stefan Troller – mein Leben
- 2002 bis 2010: Gero von Boehm begegnet… 2002–2005 im Fernsehstudio, ab September 2005 als Dokumentation
- 2006: Karol Wojtyła – Geheimnisse eines Papstes (Hauptrollen: Michael Mendl und Mario Adorf)
- 2007: Giganten: Ludwig van Beethoven (Hauptrolle: Uwe Ochsenknecht)
- 2007: Giganten: Alexander von Humboldt (Hauptrollen: Matthias Habich und Nikolai Kinski)
- 2007: Giganten: Albert Einstein (Hauptrolle: Maximilian Schell)
- 2007: ZDF-Reihe: Paläste der Macht – Herrscher des Orients
- 2007: André Glucksmann – mein Leben
- 2008: mit Peter Scholl-Latour. ZDF-Reihe: Zwischen den Fronten – die neuen Achsen der Macht
- 2008: ZDF-Reihe: Eine Nacht im November
- 2008: Die Tryptichen des Zao Wou-Ki
- 2008: Alexandra Maria Lara – mein Leben
- 2009: 2-teilige ZDF-Reihe: Kreml, Kaviar und Milliarden
- 2009: Paris – Berlin, die Debatte
- 2009: Michael Haneke – mein Leben
- 2010: Isabella Rossellini – Aus dem Leben eines Schmetterlings
- 2010: Erika Pluhar – mein Leben
- 2011: Bitte stören – Martin Walser und Thea Dorn
- 2011: Bitte stören – Hans Magnus Enzensberger und Thea Dorn
- 2011: Close Up – Veruschka, Vera Gräfin Lehndorff
- 2011: 6-teilige ZDF-Reihe: Unterwegs in der Weltgeschichte – mit Hape Kerkeling
- 2011 bis 2012: 5-teilige Reihe: Schlösserwelten Europas (mit Jeremy JP Fekete)

1. Entlang der Loire, Frankreich. Gero von Boehm
2. Baden-Württemberg, Deutschland. Jeremy J.P. Fekete
3. Im Süden Englands. Gero von Boehm
4. Piemont, Italien. Jeremy J.P. Fekete
5. Estremadura, Portugal. Jeremy J.P. Fekete

- seit 2012: Precht
- 2012: Das Adlon – Die Dokumentation. Die Dokumentation zu dem ZDF-Event-Dreiteiler Das Adlon. Eine Familiensaga
- 2013: Der Clan – Die Dokumentation. Die Dokumentation zum ZDF-Film Der Wagner-Clan. Eine Familiengeschichte.
- 2014: Auf Leben und Tod – Peter Scholl-Latour wird 90.
- seit 2014: Zeugen des Jahrhunderts
- 2014: Deutschland, deine Künstler – Karl Lagerfeld
- 2014–2015: 6-teilige ZDF-Reihe: Terra X: Deutschland-Saga mit Christopher Clark
- 2014: Hape Kerkeling – Keine Geburtstagsshow!
- 2015: 7-teilige Gesprächsreihe: Close Up – Gero von Boehm fragt
- 2015: Auf den Spuren der Einheit – Mit Christopher Clark
- 2015: Deutschland, deine Künstler – Peter Lindbergh
- 2016: 2-teilige ZDF-Reihe: Terra X: Australien-Saga mit Christopher Clark
- 2017: Henry Miller – Prophet der Lüste
- 2017: Deutschland, deine Künstler – Claus Peymann
- 2017: 6-teilige ZDF-Reihe: Terra X: Die Europa-Saga (mit Christopher Clark)
- 2018: 2-teilige ZDF-Reihe: Terra X: Exodus? Eine Geschichte der Juden in Europa (Teil 1) und Exodus? Antisemitismus in Europa (Teil 2)
- 2019: Geraubte Kunst. Jüdische Sammlungen im Nationalsozialismus, 3sat
- 2020: 6-teilige ZDF-Reihe: Terra X: Welten-Saga (mit Christopher Clark)
- 2020: Helmut Newton – The Bad and the Beautiful
- 2022: Queen Lear - Amanda Lear
- 2023: 6-teilige ZDF-Reihe: Terra X: Welten-Saga II (mit Christopher Clark)
- 2024: 3-teilige ZDF-Reihe: Terra X: Macht der Götter – Weltgeschichte der Religionen (mit Christopher Clark)
- 2025: Karl – Der Mann hinter der Maske. 3SAT-Dokumentation über Karl Lagerfeld

## Buchveröffentlichungen
- Odyssee 3000 – Reisen in die Zukunft. C. Bertelsmann, München 1998, ISBN 3-570-00268-3.
- Das Haus des Malers. Balthus im Grand Chalet. Fotografien von Kishin Shinoyama. Mit einem Vorwort von Gero von Boehm. Schirmer/Mosel, München 2000, ISBN 3-88814-618-6.
- Conversations with I.M. Pei. Light is the Key. Prestel, München 2000, ISBN 3-7913-2176-5.
- Mythos Kennedy. Collection Rolf Heyne, München 2003, ISBN 3-89910-214-2.
- Wer war Albert Einstein? E=mc². Collection Rolf Heyne, München 2005, ISBN 3-89910-251-7.
- Unterwegs in der Weltgeschichte – mit Hape Kerkeling. Hörbuch. Random House, 2011, ISBN 978-3-8371-0773-9.
- Begegnungen. Menschenbilder aus drei Jahrzehnten. Collection Rolf Heyne, München 2012, ISBN 978-3-89910-443-1.
- Nahaufnahmen. Fünfzig Gespräche mit dem Leben. Propyläen Verlag, Berlin 2016, ISBN 978-3-549-07476-3.

## Auszeichnungen
- 1980: Wilhelmine-Lübke-Preis
- 1991: Film- und Fernsehpreis des Hartmannbundes als Autor des Films Leben um jeden Preis – Ärzte gegen den Baby-Tod
- 1993: Bayerischer Fernsehpreis für den Fernsehfilm Schöpfer Mensch (SWF)
- 1993: Kulturpreis der Eduard-Rhein-Stiftung für herausragende journalistische Fernsehbeiträge (gemeinsam mit Ernst Waldemar Bauer)
- 2016: Bert-Donnepp-Preis – Deutscher Preis für Medienpublizistik in der Kategorie Besondere Ehrung für sein „außerordentliches Gesamtwerk“
- 2017: Steiger Award in der Kategorie Medien
- 2019: Bayerischer Fernsehpreis in der Kategorie Kultur und Bildung als Produzent und Regisseur von Exodus? Eine Geschichte der Juden in Europa[6]
- Chevalier des Arts et Lettres der Französischen Republik

Gero von Boehm ist Mitglied der International Academy of Television Arts and Sciences in New York.